# Ли Сяопэн (футболист)
Ли Сяопэ́н (кит. упр. 李霄鹏, пиньинь Lǐ Xiāopéng; род. 20 июня 1975, Циндао, Шаньдун) — китайский футболист и футбольный тренер.
Всю карьеру футболиста провёл в клубе «Шаньдун Лунэн». Игрок сборной Китая по футболу. Со сборной страны принимал участие в Кубке Азии 2000, чемпионате мира 2002 и Кубке Азии 2004. В настоящее время — тренер.

## Клубная карьера
С самого начала Ли Сяопэна рассматривали как перспективного молодого игрока, который начал игровую карьеру в молодёжной команде «Шаньдун Лунэн», а в сезоне 1994 года был переведён в первую команду. Однако дебют состоялся лишь в следующем сезоне, а игрок сыграл в 17 матчах и забил четыре мяча. В течение нескольких следующих сезонов Ли стал выступать за основу, однако не рассматривался как её основной игрок, пока перед началом сезона 1999 года в команду не пришёл новый специалист Слободан Сантрач. Именно он раскрыл Ли Сяопэна и тот стал неотъемлемой частью команды, а команда завоевала чемпионство и выиграла Кубок страны. В центре полузащиты игрок отличался хорошим контролем мяча, а также обладал последним пасом и хорошим видением поля. Эти навыки пригодились и в 2004 году, когда «Шаньдун Лунэн» смог завоевать Кубок Китайской футбольной ассоциации и Кубок Суперлиги. Достижения во внутреннем первенстве вновь привели «Шаньдун» в реформированную Лигу чемпионов Азии. В турнире 2005 года Ли, несмотря на амплуа опорного полузащитника, забил красивый первый гол команды с 40 метров в игре против «Аль-Иттихада», который, однако, его команда проиграла со счётом 2:7. В итоге это стало одним из последних достижений игрока, который в 2006 году завершил карьеру.

## Международная карьера
В 1992 году игрок был в составе молодёжной сборной Китая, которая победила в чемпионате Азии для игроков не старше 17 лет, однако до 2000 года не вызывался в первую сборную. 3 сентября 2000 года дебютировал в товарищеском матче против команды Ирака, в котором его сборная одержала победу со счётом 4:1. Его выступление привлекло внимание тренеров сборной, и вслед за этим игрок отправился на Кубок Азии по футболу 2000 года. Хотя в команде Ли практически не играл, он разделил общий успех — сборная Китая финишировала на турнире четвёртой. После турнира он сыгрался в средней линии с партнёром по команде Ли Те, что помогло сборной успешно отобраться на Чемпионат мира по футболу 2002 года, в квалификационном турнире он забил дебютный гол в ворота сборной ОАЭ, а его команда победила со счётом 3:0. Несмотря на то, что китайская команда неудачно выступила на первом для себя кубке мира, игрок сохранил место в команде до 2004 года, когда был вызван для участия в Кубке Азии 2004 года, а затем был заменён на Чжао Цзюньчжэ.

## Тренерская карьера
После завершения карьеры в «Шаньдуне» ему было предложено место директора по работе по СМИ, однако его достижения не остались без внимания и на более высоком уровне — впоследствии он занимал большое количество руководящих постов в системе китайского футбола. Бывший игрок решил заняться тренерской работой и хотел стать ассистентом в КФА. 8 августа 2010 года он принял предложение стать главным тренером женской сборной КНР на Азиатских играх 2010 года, в итоге став самым молодым тренером, который когда-либо тренировавал сборную. В матчах на турнире Ли довёл сборную до стадии полуфиналов, однако проиграл команде Японии со счётом 0:1. В итоге тренер выполнил поставленную перед ним задачу и контракт с ним был продлён, а сборная начала выступления в квалификации к Олимпийским играм 2012 года в Лондоне. Команда не смогла пройти отбор, а Ли подал в отставку.
В 2014 году стал главным тренером клуба первой лиги Китая «Циндао Чжуннэн».

## Достижения

### В качестве игрока
Сборная Китая до 17 лет
- Чемпион Азиатской футбольной конфедерации: 1992

«Шаньдун Лунэн»
- Чемпион Лиги Цзя-А: 1999
- Обладатель Кубка Китая: 1999, 2004
- Обладатель Кубка Суперлиги: 2004